# Alapi masqué
Myrmoborus myotherinus
Espèce
Statut de conservation UICN

 LC  : Préoccupation mineure
L'Alapi masqué (Myrmoborus myotherinus) est une espèce d'oiseau de la famille des Thamnophilidae. Son aire se répand à travers l'Amazonie.